# Sandferhus Station
Sandferhus Station (Sandferhus holdeplass) var en jernbanestation på Nordlandsbanen, der lå ved Værnes i Stjørdal kommune i Norge.
Stationen åbnede som trinbræt 1. juli 1953. Oprindeligt hed den Sandfærhus, men den skiftede navn til Sandferhus i november 1954. Betjeningen med persontog ophørte 29. maj 1988, og 28. maj 1989 blev stationen nedlagt.